# Gymnastik vid olympiska sommarspelen 1904
Vid olympiska sommarspelen 1904 i Saint Louis avgjordes elva grenar i gymnastik. Två av alla de gymnastiktävlingar som hölls under spelen i Saint Louis räknas idag av IOK som officiella och de hölls mellan 1 och 2 juli och den 29 oktober 1904 på Francis Field. Antalet deltagare var 119 stycken från 3 länder.

## Medaljfördelning
| Medaljfördelning |          |      |        |       |        |
| Placering        | Nation   | Guld | Silver | Brons | Totalt |
| 1                | USA      | 12   | 8      | 9     | 29     |
| 2                | Schweiz  | 1    | 0      | 1     | 2      |
| 3                | Tyskland | 0    | 1      | 1     | 2      |

## Medaljörer

### Herrar
| Gren                    | Guld | Silver | Brons |
| Mångkamp Detaljer...    | Julius Lenhart · USA | Wilhelm Weber · Tyskland                                                                                                | Adolf Spinnler · Schweiz |
| Kombination Detaljer... | Anton Heida · USA | George Eyser · USA | William Merz · USA |
| Trekamp Detaljer...     | Adolf Spinnler · Schweiz                                                                                                | Julius Lenhart · USA | Wilhelm Weber · Tyskland |
| Lagtävling Detaljer...  | USA · Philadelphia Turngemeinde · John Grieb · Anton Heida · Max Hess · Philip Kassel · Julius Lenhart · Ernst Reckeweg | USA · New York Turnverein · Emil Beyer · John Bissinger · Arthur Rosenkampff · Julian Schmitz · Otto Steffen · Max Wolf | USA · Central Turnverein, Chicago · John Duha · Charles Krause · George Mayer · Robert Maysack · Philip Schuster · Edward Siegler |
| Barr Detaljer...        | George Eyser · USA | Anton Heida · USA | John Duha · USA |
| Räck Detaljer...        | Anton Heida · USA Edward Hennig · USA                                                                                   | Ingen | George Eyser · USA |
| Hopp Detaljer...        | George Eyser · USA Anton Heida · USA                                                                                    | Ingen | William Merz · USA |
| Bygelhäst Detaljer...   | Anton Heida · USA | George Eyser · USA | William Merz · USA |
| Ringar Detaljer...      | Herman Glass · USA | William Merz · USA | Emil Voigt · USA |
| Rep Detaljer...         | George Eyser · USA | Charles Krause · USA | Emil Voigt · USA |
| Klubbor Detaljer...     | Edward Hennig · USA | Emil Voigt · USA | Ralph Wilson · USA |

## Deltagande nationer
Totalt deltog 119 gymnaster från 3 länder vid de olympiska spelen 1904 i Saint Louis.
| - Schweiz (1) - Tyskland (7) - USA (111) |